# Переяславльський дитинець
Переяславльський дитинець — центральна укріплена частина давньоруського міста Переяславля, яка розташовувалась на мисовидному узвишші поблизу впадання річок Альти в Трубіж.
Дитинець умовно поділявся на три частини та був оточений потужними стінами, валами та ровами. По ширині валу проходило кілька рядів дубових городен, а зовнішній край був укріплений кладкою з серцевих цегли. З півночі та півдня Переяславль мав двоє воріт: Єпископські та Княжі відповідно до основних дільниць на які він поділявся. Не дивлячись на те що місто було зруйноване після ординської навали та залишалось малозаселеним, його міська сітка збереглась. А оборонні укріплення стали основою майбутньої переяславської фортеці.
Більша частина дитинця була збудована з дерева, проте завдяки масштабним перебудовам в другій половині XI ст. він частково був перебудований в камені, завдяки чому значна частина його пам'яток збереглась у вигляді руїн та фундаментів.

## Єпископський двір
Наприкінці 1080-х рр. єпископ (митрополит) Єфрем зміг отримати південну ділянку для будівництва Єпископського двору. І саме тоді в місті розгорнулися масштабні будівельні роботи, в ході яких було сформовано ансамбль єпископської частини дитинця. У літописній статті 1089 (1090) р. згадано три частини цього комплексу – власне ворота, надбрамну церкву св. Феодора та кам’яну стіну (“град каменъ”), що починалась від церкви св. Феодора:
Окрім зазначених вище відомо про існування ще одна монументальна кам’яної церкви Воздвиження Честного Хреста Господня, а також дерев’яні споруди (житлові приміщення), де мав проживати єпископ та його клірос, різні допоміжні та господарські приміщення і лікарня. Археологічними розкопками було розкрито ще й четверту складову цього комплексу — сходову вежу, не згадану в літописній статті.

### Михайлівський собор
Михайлівський собор було побудовано у 80-ті роки ХІ ст. з ініціативи єпископа Єфрема. Він був архітектурною домінантою єпископського двору. З писемних джерел відомо, що 1124 р. церква постраждала від землетрусу, проте пошкодження були незначні і храм незабаром було відновлено. Наслідки землетрусу 1230 р. виявилися більш відчутними. Згідно літопису: 

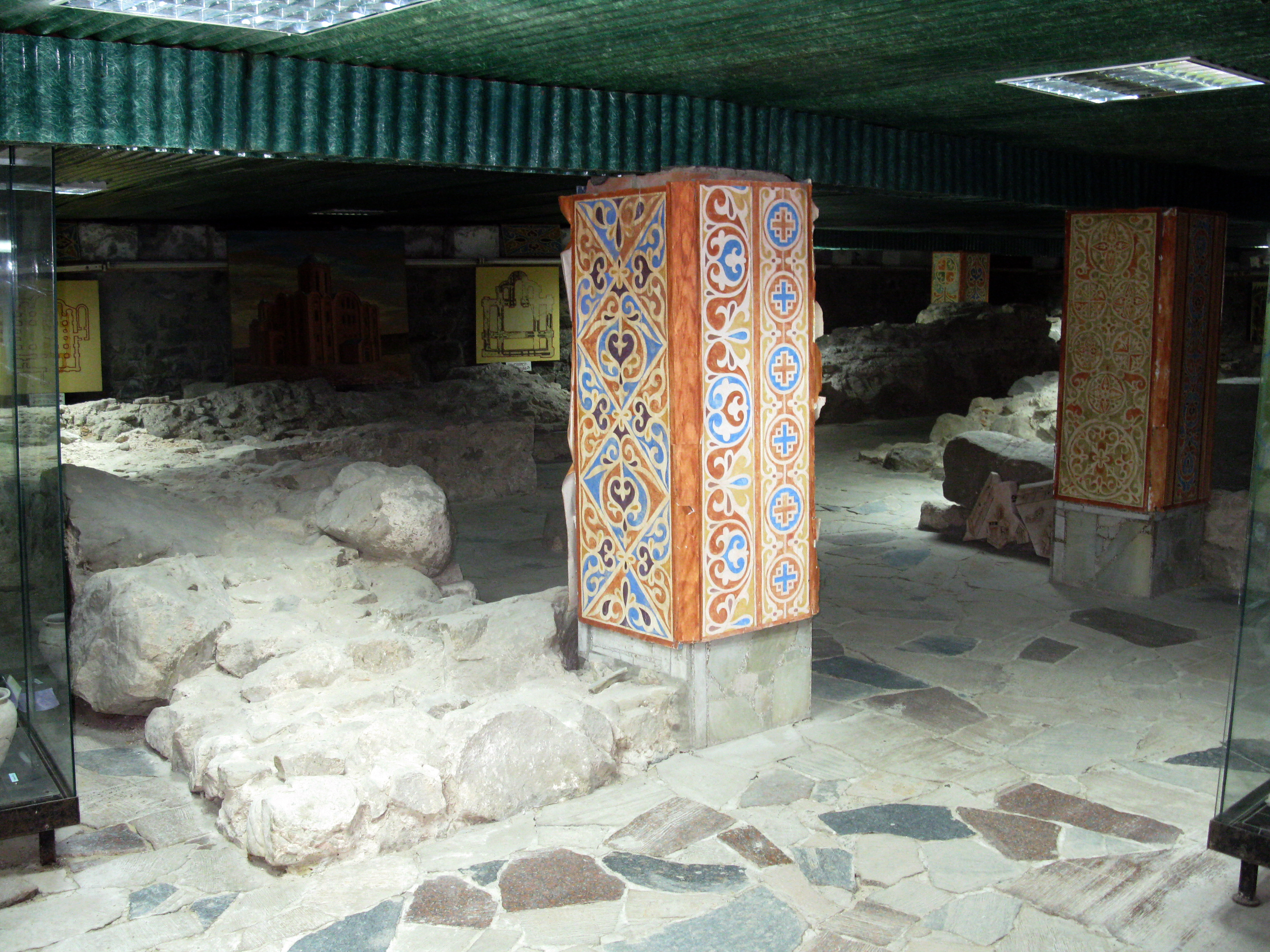
Залишки Михайлівського собору

Храм було відновлено, але вже в 1237 р., під час штурму Переяслава монголо-татарами, собор був зруйнований. Руїни церкви простояли до середини XVII ст., коли на цьому місці переяславський полковник Федір Лобода спорудив дерев’яну церкву. Сучасна мурована будівля Михайлівської церкви була зведена близько 1749 р.
До південно-східної стіни собору прилягав комплекс усипалень. Очевидно, його було збудовано протягом кінця ХІ – першої половини ХІІ ст. Як свідчать літописи, Михайлівський собор став місцем поховання князів Святослава Володимировича, Андрія Володимировича Доброго, Володимира Глібовича, Ростислава Юрійовича, Ярослава Мстиславовича Красного.На сьогоднішній день усипальниці не збереглися.
Нині частина давньоруського храму знаходиться під фундаментами пізніше збудованого Михайлівського собору, частина зруйнована. Над залишками фундаментів північно-західною частини пам’ятки споруджено Музей архітектури часів Київської Русі.

### Єпископські ворота
Єпископські ворота з надбрамною церквою св. Федора Стратилата знаходились в 20 метрах від Михайлівського собору та слугували парадними воротами в резиденцію єпископа. Разом з ними довкола Єпископського двору була також збудована і кам'яна стіна, що замінила давню дерев'яну. Не дивлячись на руйнування, як і Золоті ворота в Києві, вони збереглись і простояли до XVI. коли верхня їх частина була розібрана для будівництва на цьому місці Михайлівських воріт для Переяславської фортеці.
В середині XX ст. залишки Єпископських воріт були випадково віднайдені та досліджені. Розкопки показали що вони являли собою дві паралельні стіни, складені з плінфи та каменю, між якими знаходився проїзд шириною близько 4 м., вимощений крупним камінням. На час розкопок ворота зберегли висоту до 2-ох м; вони були розчленовані пілонами, на які спиралися арки склепіння проїзду. Припускається, що до згаданої у літописі надбрамної церкви св. Федора підіймалися двомаршовими сходами, відкритими у прямокутній (6,2х4,4 м) вежі, що прилягала до брами з внутрішнього боку земляного валу (у ході археологічних досліджень було розчищено три сходинки). На захід від вежі йшла кам’яна стіна 1,2 м завтовшки, що простежувалась на відстань близько 10 м. Вочевидь, вона відділяла єпископський двір від князівської частини дитинцю і може бути співвіднесена з «градом камен», відомим з письмових джерел.

### Єпископський палац
На відстані 50 м на північний захід від Михайлівського собору була віднайдена монументальна кам'яна споруда, яка західною стіною майже впритул підходила до валу. Нині достеменно невідомо її призначення, але вона відносилась до громадського типу будівель. Згідно П. Раппопорта та Н. Корінного це залишки лазні збудованої єпископоком. Ю. Асєєв, М. Сікорський та Р.Юра інтерпретували їх залишки саме єпископського палацу, і саме під цією назвою вони увійшли в літературу.
Споруда була прямокутною, двокамерною; розмірами 18,2 х 11 м. Будівельна техніка є типовою для переяславського зодчества кінця ХІ ст.12, зокрема має аналогії тій, що використовувалася під час будівництва Єпископської брами, Михайлівського собору тощо. Фундаменти складалися з кам’яних блоків з нерегулярними рядами плінфи на розчині з цем’янкою. Камінь місцевого походження; плінфа переважно двох розмірів: 22 х 33 та 25 х 18 см при товщині 3 – 5 см. Археологічні знахідки свідчать про надзвичайне багатство та пишноту споруди. Відомо, що підлога була вкрита шиферними плитами, інкрустованими мозаїкою. Виявлено численні уламки архітектурних деталей з мармуру: капітелей, колон, карнизів, кубиків з настінних мозаїк. Окрім того, під час розкопок було відкрито численні фрагменти черепиці покрівлі, скляні віконниці, уламки керамічних водогінних труб.

### Склоробна майстерня
Будівля була круглою у плані, як і багато інших споруд ХІ ст. мурована з бутового каменю і плінфи. Залишки стін, що збереглися, мали товщину до 1
м. Подекуди вони потріскалися від значної температури та залиті зсередини смальтою жовтого, зеленого та червоного кольорів. Вочевидь, майстерня існувала безперервно протягом тривалого часу. Вона була частиною виробничого комплексу, який, окрім власне майстерні, входили складське приміщення, підсобні споруди — ями з поташем, дерев’яним вугіллям, ями для відходів тощо.
Віднайдена в 1975 р. під керівництвом М. Сікорського.

### Андріївська церква
Церква св. Андрія була зведена разом з іншими будівлями в 1089–90 рр. за розпорядженням митрополита Єфрема. Вона розташована за 40 м на північ від Єпископської брами та за 70–80 м. на північний схід від Михайлівського храму. Умовно вона розташовувалась вже за межами Єпископського двору, тому, вочевидь, була невеликим парафіяльним храмом.
Залишки церкви були розкопані у 1956 р. археологічною експедицією під керівництвом М. Каргера. Фундаменти будівлі були частково зруйновані, але є підстави вважати що це був невеликий безстовпний храм з трьома апсидами та галереями. Розміри будівлі були 16,7 х 14,2 м.

### Однонефний храм
На північ від Михайлівського собору була виявлена однонефна безстовпна церква з притвором XI ст. Як і з Андріївською церквою науковці достеменно не змогли одностайно віднести її до Єпископського двору. Так за припущеннями О. Колибенка вона знаходилась в дворі впливового боярина Ратибора.
Розміри храму (без притвору) становили приблизно 15,8 х 10,5 м.; фундаменти були складені з валунів на розчині з цем’янкою. Під час розкопок були виявлені залишки штукатурки з фрагментами фрескового розпису. Підлога будівлі була викладена керамічними глазурованими плитками. На кутах споруди відкриті пласкі лопатки.